# Immaculata (Košice)
Immaculata (též morový sloup nebo sousoší Neposkvrněné Panny Marie) je barokní socha v Košicích. Nachází se na Hlavní ulici ve Starém Mestě v historickém centru Košic.

## Umístění
Sousoší se nachází v severní části Hlavní ulice a Hlavního náměstí, z jižní strany je ohraničeno parkem s Fontánou znamení a Národním divadlem. Na severní straně teče Čermeľský potůček.

## Vznik
V letech 1709 až 1710 se v Košicích vyskytla morová epidemie. Trvalo více než rok, než epidemie moru skončila. Přeživší z vděčnosti postavili na místě dřívějšího vojenského popraviště nový morový sloup. Tento čin inicioval poštmistr Viktorín Flachenfeld. Než byl položen základní kámen, uplynuly dva roky. Stavbu bylo totiž třeba zajistit nejen finančními sbírkami, ale také najít vhodného a zkušeného architekta, kterým se stal košický stavitel Tomáš Tornyosi. Sochy vytvořil sochař Šimon Grimming, který s architektem úzce spolupracoval. Reliéfy s alegoriemi Moru, Války a Hladu z pozlaceného měděného plechu, které byly umístěny v dolní části sousoší, vytvořil zlatník Juraj Immerwohl. 
Na vrcholu sloupu ve výšce čtrnácti metrů stojí socha Immaculaty, představující Pannu Marii. Socha byla umístěna 3. října 1723. Panna Maria má symbolizovat věrnost, lásku a dobrotu a chránit město před chudobou a utrpením. Nad hlavou má věnec s dvanácti hvězdami, kromě ní sousoší tvoří svatý Josef, svatý Šebestián a svatý Ladislav pod ní. V barokním duchu jsou všechny sochy plnoštíhlé, se splývavými rouchy a sloup je plný obláčků v podobě různých křivek a kudrlinek. Zajímavé je, že se v sousoší skrývá i socha svatého Valentýna, patrona všech zamilovaných.
Protestanti a katolíci mezi sebou vedli spory a brzy vypukla aféra: kalvínský farář prý v noci na sochu připevnil hanlivý nápis a následně byl uvězněn. Městská rada ho dokonce odsoudila k trestu smrti, ale tehdejší panovník trest změnil na vyhnanství. Aby se to již neopakovalo, konaly se sbírky na věčné světlo. Vybralo se pak mnoho prostředků na lampy a časté pobožnosti konané u sochy. Někteří katolíci pak organizovali i noční hlídky a ustanovili strážce a správce sochy.
Košičané se o sloup starali lépe než o jakoukoli jinou sochu, o čemž svědčí i to, že tu byly i speciální varhany. Všichni klerici i ministranti měli při službě u sochy také zvláštní roucha a zvláštní platy. Totéž platilo i pro varhaníka, strážce a správce sochy.

## Rekonstrukce
Sousoší Immaculata bylo poprvé opraveno v roce 1757, poté v letech 1776, 1829, 1856 a 1872. Rekonstrukce v roce 1829 byla provedena z dobrovolných příspěvků na pokyn košického biskupa Ignáce Fábryho. V 19. století byly při dalších opravách reliéfy ze sochy sejmuty a uloženy nejprve v městském archivu, později se staly součástí sbírek Východoslovenského muzea.
V roce 1909 bylo upraveno oplocení sousoší do současné podoby a na pilířích oplocení vznikly sochy světců a světic. Sochy představují čtyři světice, Alžbětu Durynskou, Markétu, Barboru a Alžbětu Portugalskou, a dva archanděly, Gabriela a Michaela. Sochy vytvořil sochař Leopold Hild. V letech 1954-1957 a 1971-1972 je kvůli poškození po druhé světové válce restauroval známý košický sochař a výtvarník Vojtech Löffler. V létě roku 2000 byla dokončena poslední rekonstrukce celého sousoší a sochy byly nahrazeny věrnými kopiemi, jejichž autorem je akademický sochař Stanislav Kožela. Kopie byly instalovány s podporou grantu Nadace VÚB banky.

## Galerie

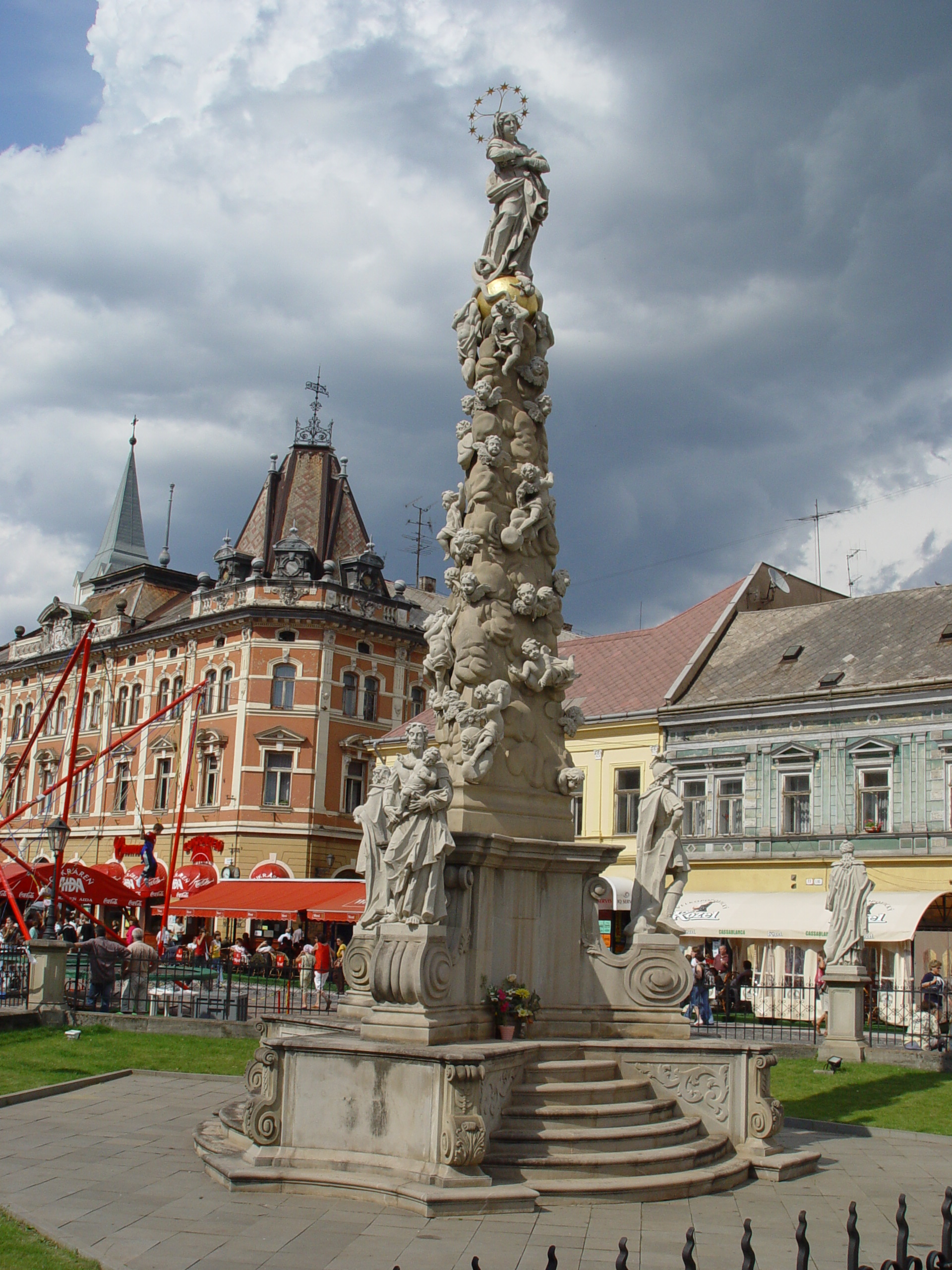
Pohled z jihozápadní strany
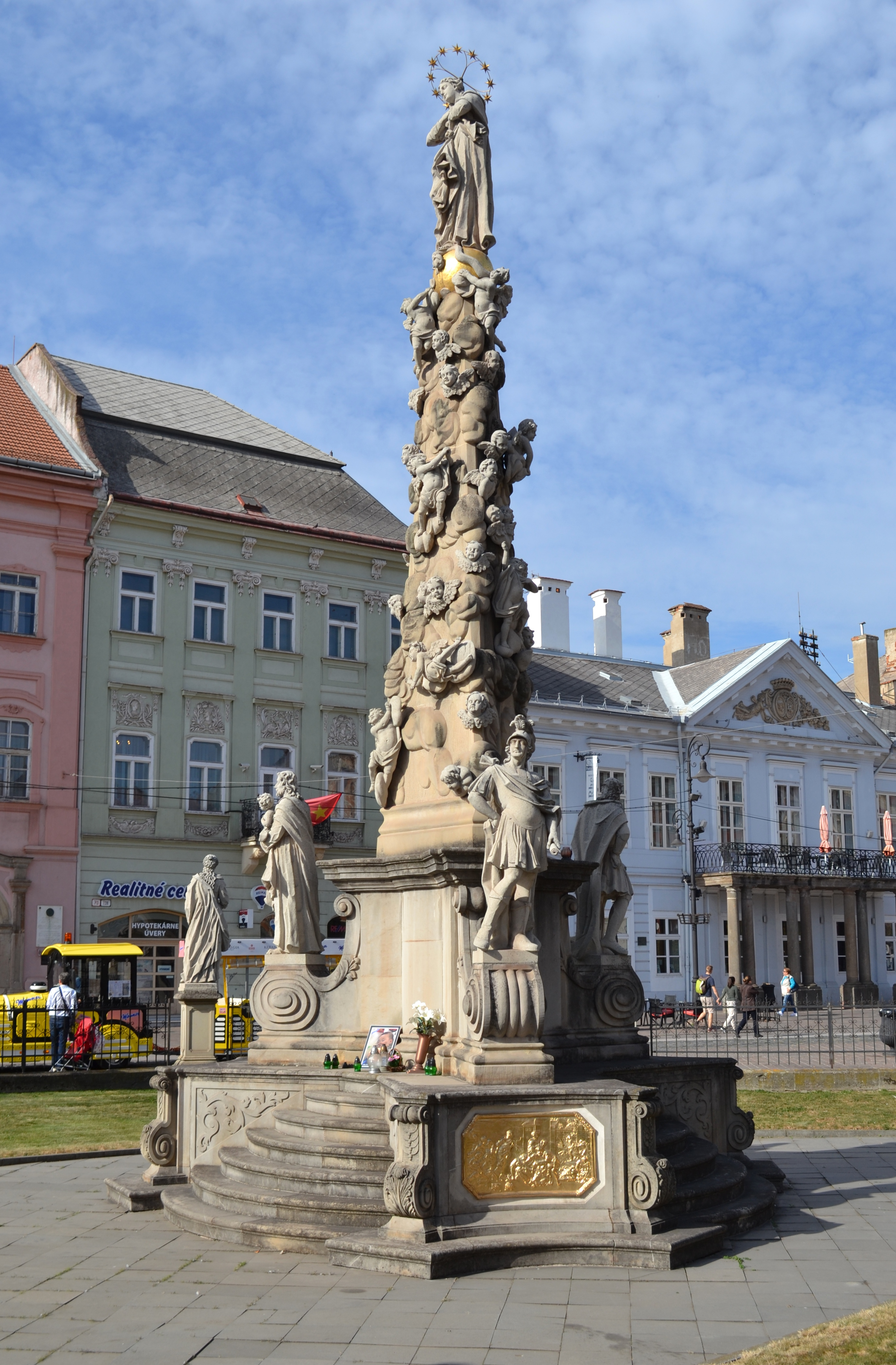
Sousoší z jihovýchodní strany
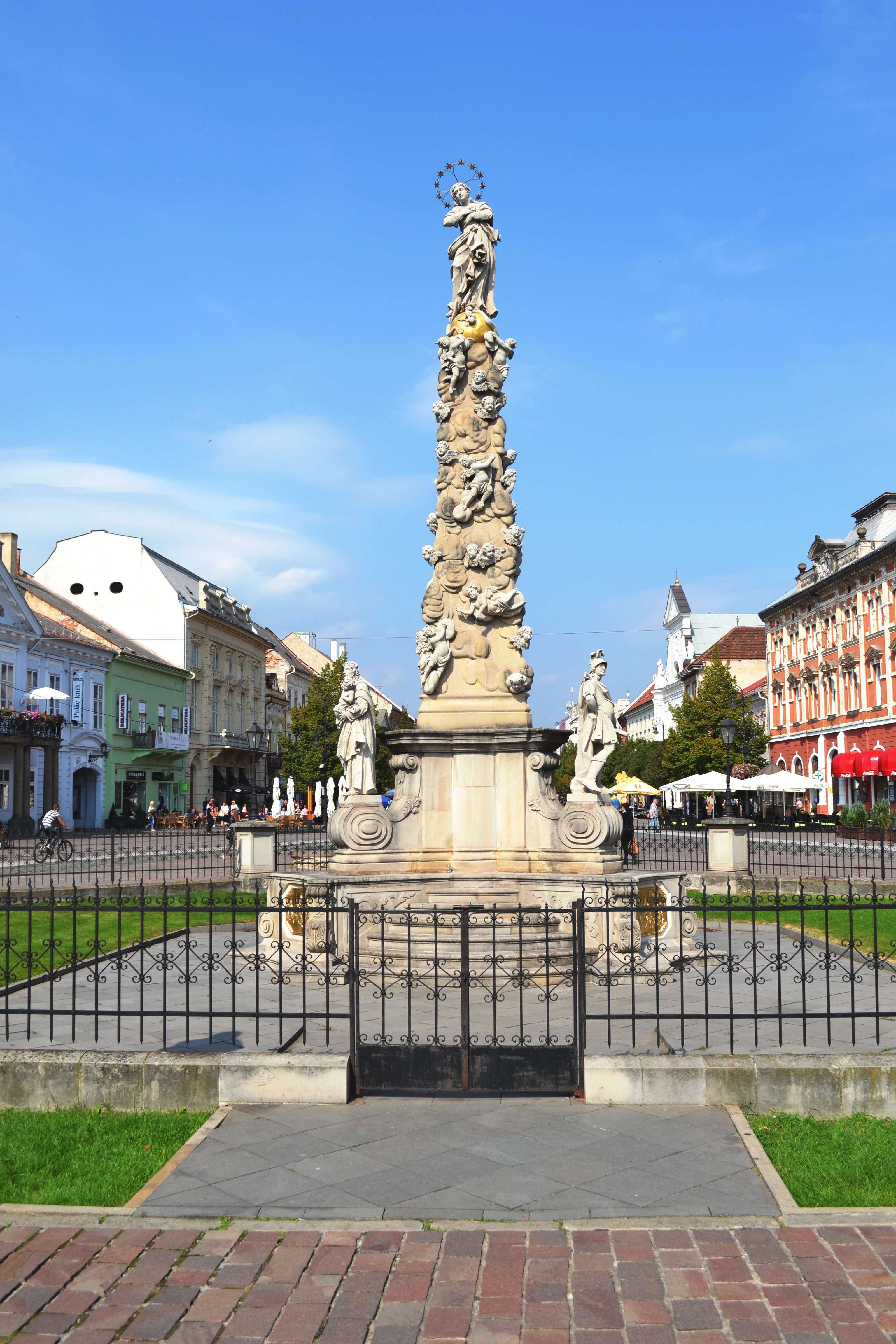
Pohled z jihu
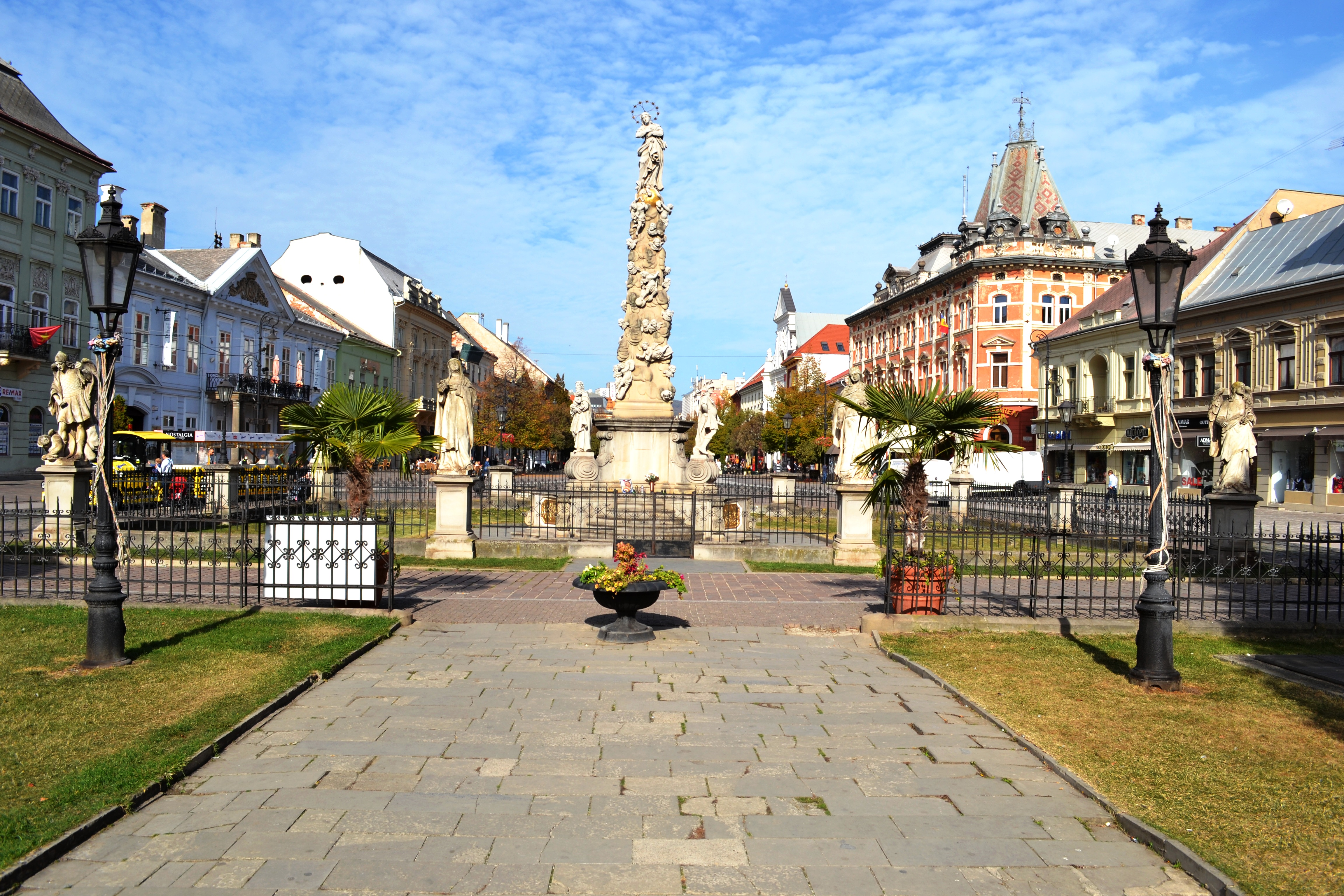
sousoší Immaculaty
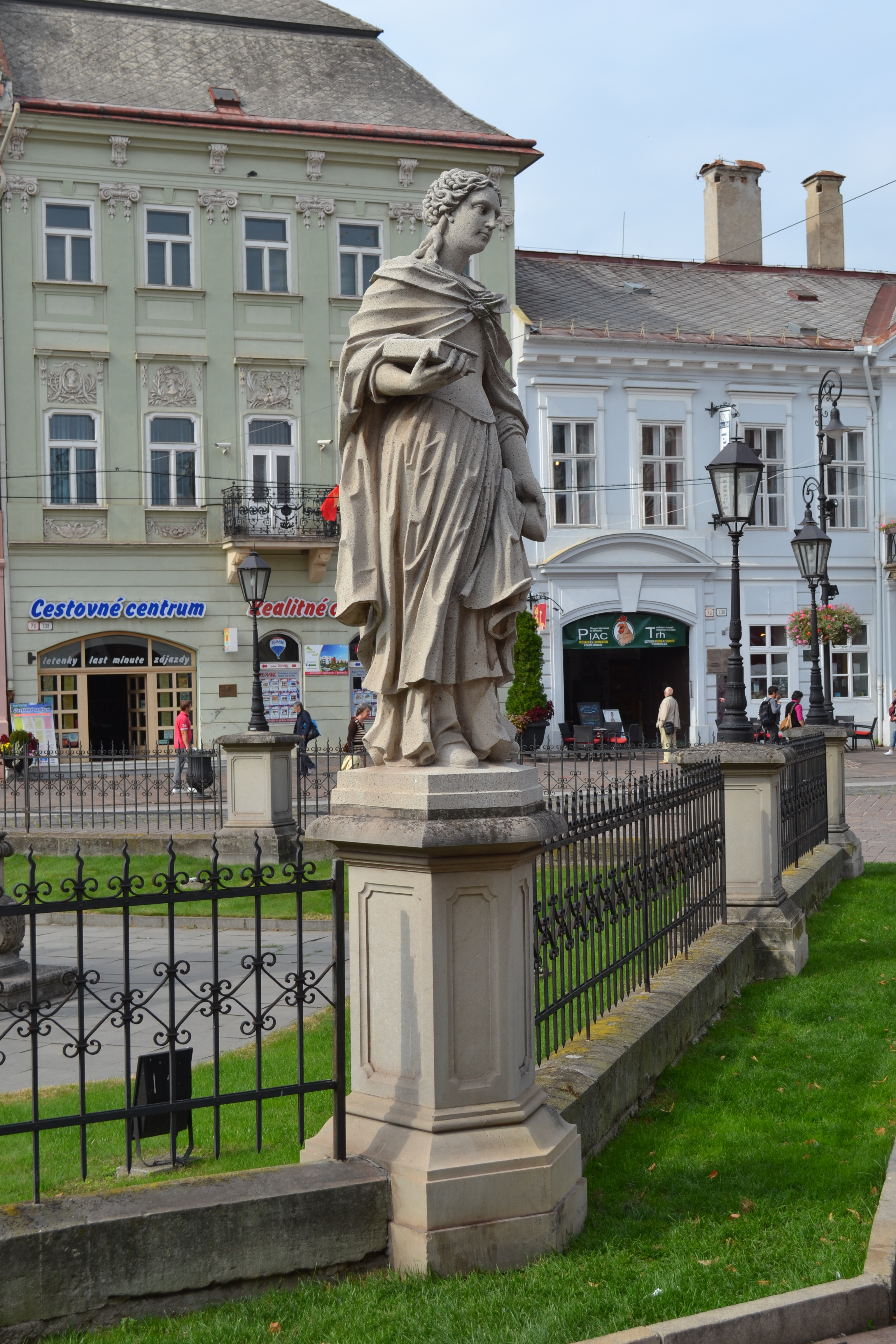
Svatá Markéta
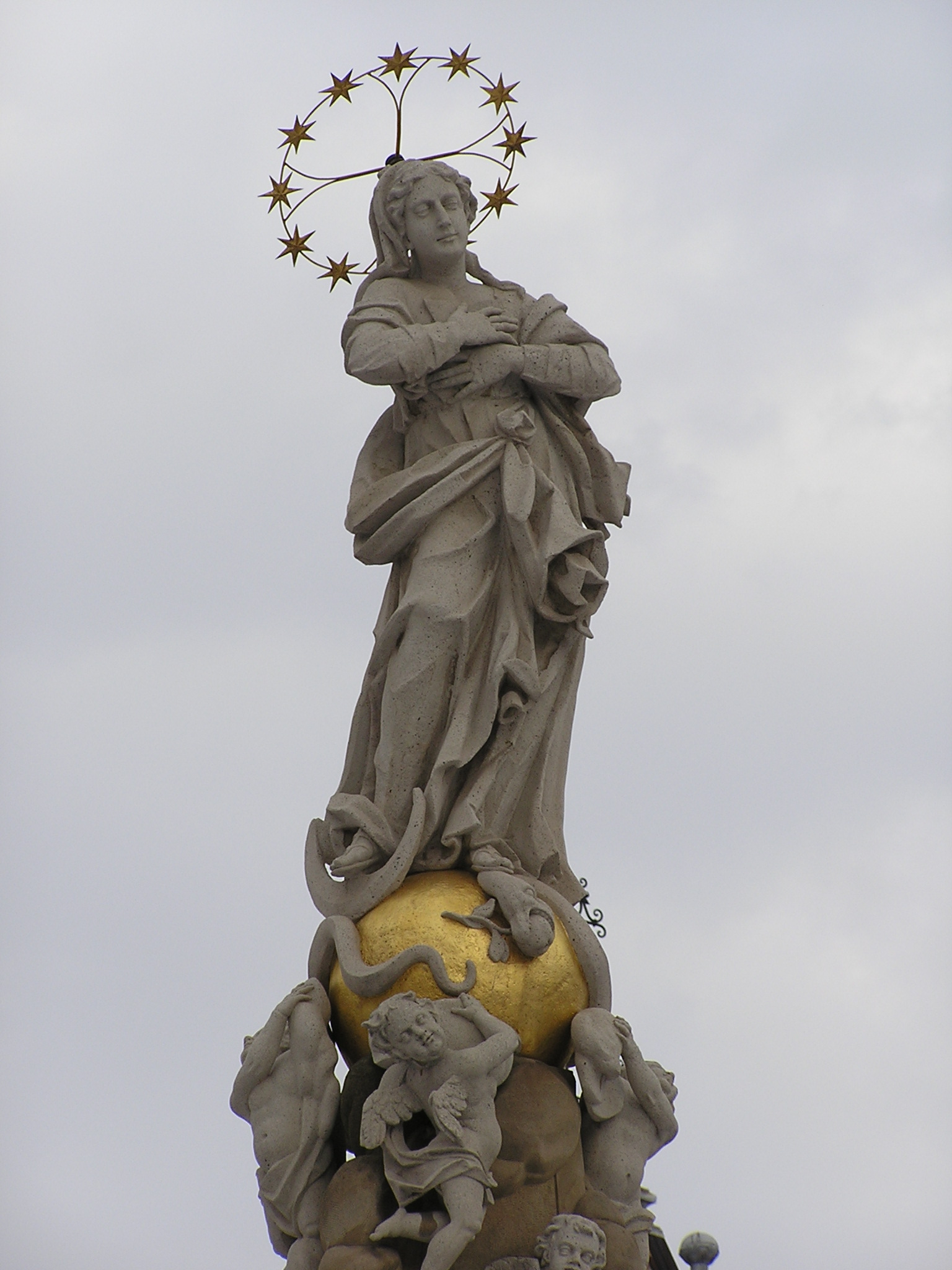
Detailnější pohled na vrcholou sochu Immaculaty